# Bitwa nad Largą
Bitwa nad Largą – starcie zbrojne, które miało miejsce 18 lipca 1770 podczas V wojny rosyjsko-tureckiej (1768–1774).
Bitwa została stoczona nad rzeką Largą między armią turecko-tatarską Abazy Paszy i chana krymskiego Kapłana II Gireja liczącą 45 000 żołnierzy (15 000 janczarów, 30 000 Tatarów i 33 działa), a 1 armią rosyjską feldmarszałka Piotra Rumiancewa (32 000 piechoty, 8 000 jazdy i 115 dział).
Turcy i Tatarzy zajęli umocnioną pozycję u ujścia Largi do Prutu. Front ich armii osłaniała bagnista dolina Largi, zaś lewe skrzydło opływał Prut. Rumiancew pozostawił na swym froncie oddziały osłonowe o niewielkiej sile, a większość wojsk nocą skrycie ześrodkował na lewym skrzydle. Wieczorem 17 lipca Rosjanie z dala od pozycji nieprzyjacielskich przerzucili 4 mosty przez Largę. W nocy cała armia Rumiancewa (oprócz wydzielonej grupy Plemiannikowa – 6 tys. żołnierzy) bez przeszkód przeprawiła się na drugi brzeg rzeki, posuwając się w kierunku pozycji turecko-tatarskich. 
Do boju Rumiancew uszykował swe wojska w czworoboki z artylerią. O godzinie 4:00 rosyjska artyleria otworzyła ogień na pozycje nieprzyjacielskie. Jednocześnie ruszyła do natarcia grupa Plemiannikowa, wykonując atak pozorowany dla odwrócenia uwagi od głównych sił Rosjan. Kontratak Tatarów Plemiannikow odparł ogniem piechoty i artylerii. Inny oddział tatarski obszedł lewe skrzydło rosyjskie z zamiarem zaatakowania tyłów, co Rosjanom udało się udaremnić dzięki zgrupowaniu piechoty z artylerią wydzielonemu z rezerw. W tym czasie główne siły dowodzone przez gen. Nikołaja Repnina przełamały opór janczarów i wdarły się do obozu. Turcy i Tatarzy rzucili się do ucieczki na południe, ścigani przez jazdę rosyjską. 
W 8-godzinnej bitwie nieprzyjaciel stracił 1 tys. zabitych i 2 tys. jeńców, głównie janczarów. Zwycięstwo rosyjskie było zupełne. Rosjanie opanowali cały obóz nieprzyjaciela i zdobyli wszystkie 33 działa. Sukces wojsk rosyjskich nad Largą wraz z rozbiciem awangardy wojsk tureckich stworzył sprzyjające warunki do późniejszego rozgromienia głównych sił tureckich. Rumiancew odznaczony został Orderem Św. Jerzego pierwszego stopnia. Dwa tygodnie później Rosjanie pod jego wodzą odnieśli jeszcze większe zwycięstwo w bitwie nad Kagułem.